# Jerusalem (Hubert Parry)
Jerusalem is verreweg de bekendste compositie van Charles Hubert Parry. Het wordt gezien als een van de officieuze volksliederen van Engeland, dat geen officieel volkslied heeft. George V van het Verenigd Koninkrijk zou het liever gehoord hebben dan God Save the King.

## Tekst
Engelse tekst:
And did those feet in ancient time,
Walk upon Englands mountains green:
And was the holy Lamb of God,
On Englands pleasant pastures seen!
And did the Countenance Divine,
Shine forth upon our clouded hills?
And was Jerusalem builded here,
Among these dark Satanic Mills?
Bring me my Bow of burning gold:
Bring me my Arrows of desire:
Bring me my Spear: O clouds unfold:
Bring me my Chariot of fire!
I will not cease from Mental Fight,
Nor shall my Sword sleep in my hand:
Till we have built Jerusalem,
In Englands green & pleasant Land.
Nederlandse vertaling:
En liepen die voeten in de oudheid,
Op de groene bergen van Engeland:
En werd het heilige Lam van God,
op de aangename weiden van Engeland gezien!
En scheen het gezicht van God
op onze bewolkte heuvels?
En werd Jeruzalem hier gebouwd,
tussen deze duistere satanische molens?
Breng mij mijn Boog van brandend goud:
Breng mij mijn Pijlen van verlangen:
Breng mij mijn Speer: O wolken ontvouwen zich:
Breng mij mijn Wagen van vuur!
Ik zal niet ophouden met de mentale strijd,
Noch zal mijn zwaard in mijn hand slapen:
totdat we Jeruzalem hebben gebouwd,
in het groene en aangename land van Engeland.

## Achtergrond
Basis voor Jerusalem is een aantal stanza’s uit William Blakes Milton: "And did those feet in ancient time". Dat werk was al grotendeels vergeten toen het in 1916 werd heruitgegeven door de dichter Robert Bridges in een poging de Britse moraal op te vijzelen, na de diverse slachtpartijen in de Eerste Wereldoorlog. Het was diezelfde Bridges die het onder de aandacht bracht van Charles Hubert Parry. Bridges verzocht hem om een toonzetting voor festiviteiten van de Fight for Right-beweging voor een verenigingsavond in de Queen's Hall. Mocht Parry er geen zin in hebben, dan zou George Butterworth ingeschakeld worden.
Parry schreef zijn lied op 10 maart 1916. Vervolgens nam het hij het manuscript mee naar het Royal College of Music. Titel was toen nog And did those ancient feet in time. Samen met zijn leerling en beoogd dirigent Walford Davies keek hij het na en hij was er niet heel gelukkig mee. De eerste uitvoering vond plaats op 28 maart 1916. Het werd toen gezongen door een soliste (eerste couplet) en unisono gemengd koor (All available voices, voor het tweede couplet) begeleid door het orgel. De eerste druk verscheen nog voor de premièredatum bij Curwen. Parry trok het een jaar later terug als zijnde propaganda in die verschrikkelijke oorlog en een totale terugtrekking van het lied hing in de lucht. Hij was weer een jaar later echter verheugd toen de Britse vrouwenbeweging het lied als strijdlied ging gebruiken. Het orgel werd toen vervangen door een symfonieorkest. Dat zou ook de tijd zijn dat de titel gewijzigd werd in zoals het nu bekend is Jerusalem.
In 1922 herorkestreerde Edward Elgar het werk voor een festival in Leeds. Op 12 augustus 1942 kreeg Jerusalem in die versie haar Promspremière, dan nog als los werk binnen de programmering. Vanaf 1953 verscheen het jaarlijks in de grote afsluiting Last Night of the Proms. Het werd vanaf toen dan weer in Parry’s eigen versie, dan wel in de ietwat pompeuzere versie van Elgar uitgevoerd.
Alles samenvloeiend werd Jerusalem door verschillende sportbonden (zoals voor cricket en rugby) als “volkslied” aangenomen. Het werd ook het officiële lied van de British National Party en British Women's Institute

## Emerson, Lake & Palmer
In de moderne tijd kreeg Jerusalem bekendheid door een arrangement van Keith Emerson. Het rocktrio Emerson, Lake & Palmer nam het op voor hun album Brain salad surgery, een standard binnen de progressieve rock van de jaren zeventig. Een uitgave als single werd achtergehouden. De BBC vond het arrangement niet gepast.
Andere popversies kwamen van Gordon Giltrap, Vangelis en Jeff Beck.
- MusicBrainz work: 1dd56ba3-d115-37a6-8e3d-30cf77361834
- Virtual International Authority File: 180874963